# Río Leiva (Tucapel)
El río Leiva es un curso natural de agua que nace de la confluencia del río Cayucupil y del río Butamalal para desembocar al borde sur de la ciudad de Cañete en el río Tucapel, que con ello cambia su nombre a río Peleco. Los nombres de los cauces involucrados aún no se han asentado en el uso de las gentes por lo que se explican algo en la sección "Historia" del artículo.

## Trayecto
El río Caicupil o Cayucupil tiene sus orígenes en el límite oriente de la hoya hidrográfica del río Paicaví, junto a los cabezales del río Purén y sigue hacia el SO por aproximadamente 24 km. 
El río Cabrería o Butamalal nace en la ladera sur poniente del cerro Nahuelbuta (1440 m) y sigue paralelo al Cayucupil por 22 km.
Ambos ríos confluyen en una lagunita cuyo emisario es el río Leiva. El Leiva continua la dirección general SO por unos 13 km, bordea por el sur la ciudad de Cañete y entrega sus aguas al río Tucapel. A partir de entonces, este último cambia su nombre a río Peleco.: 442 

## Caudal y régimen
Toda la cuenca del río Paicaví, con sus principales aportantes, Caramavida y Butamalal, tiene un claro régimen pluvial, con sus mayores caudales en meses de invierno. En años lluviosos las crecidas ocurren entre junio y agosto, producto de importantes precipitaciones invernales. En años secos los mayores caudales también se deben a aportes pluviales, presentándose entre julio y agosto. El período de menores caudales se observa en el trimestre dado por los meses de enero a marzo.: 26 

## Historia
Francisco Solano Asta-Buruaga y Cienfuegos escribió en 1899 en su obra póstuma Diccionario Geográfico de la República de Chile sobre el río:
Leiva (Río de).-—Véase Cayucupil.
Cayucupil. —Riachuelo del departamento de Cañete, que tiene origen en la falda occidental de la cordillera de Nahuelvuta, hacia el E. de esa capital. Corre al SO. por entre terrenos quebrados y montañosos, y luego al O. por otros más planos á confluir con el río de Tucapel á unos cinco kilómetros al SO. del sitio, que ocupó la primitiva ciudad de Cañete. En su parte superior se construyó en noviembre de 1868 un pequeño fuerte, que resguardaba el paso por su abra al través de dicha cordillera. Denomínase también río de Leiva, y aún de Togoltogol y de Nuelas. Fórmase el nombre de cayu, seis, y de cupil ó quypil, armazón de casa.
Hans Niemeyer llama Caicupil al río Cayucupil.: 442 
El río Leiva es a veces llamado Butamalal en sus inicios.: 443 